# Hannoverscher Sportverein von 1896 2016-2017
Questa voce raccoglie le informazioni riguardanti l'Hannoverscher Sportverein von 1896 nelle competizioni ufficiali della stagione calcistica 2016-2017.

## Stagione
Nella stagione 2016-2017 l'Hannover, allenato da André Breitenreiter, concluse il campionato di 2. Bundesliga al 2º posto. In coppa di Germania l'Hannover fu eliminato agli ottavi di finale dall'Eintracht Francoforte.

## Rosa
| N. |                      | Ruolo | Calciatore          |
| -- | -------------------- | ----- | ------------------- |
| 1  | Germania (bandiera)  | P     | Philipp Tschauner   |
| 3  | Cile (bandiera)      | D     | Miiko Albornoz      |
| 4  | Norvegia (bandiera)  | D     | Stefan Strandberg   |
| 5  | Senegal (bandiera)   | D     | Salif Sané          |
| 6  | Germania (bandiera)  | C     | Marvin Bakalorz     |
| 7  | Germania (bandiera)  | C     | Edgar Prib          |
| 8  | Germania (bandiera)  | C     | Manuel Schmiedebach |
| 9  | Polonia (bandiera)   | A     | Artur Sobiech       |
| 10 | Germania (bandiera)  | C     | Sebastian Maier     |
| 11 | Germania (bandiera)  | C     | Felix Klaus         |
| 13 | Croazia (bandiera)   | P     | Marko Maric         |
| 14 | Austria (bandiera)   | A     | Martin Harnik       |
| 17 | Danimarca (bandiera) | A     | Uffe Manich Bech    |
| 18 | Norvegia (bandiera)  | C     | Iver Fossum         |

| N. |                        | Ruolo | Calciatore               |
| -- | ---------------------- | ----- | ------------------------ |
| 19 | Germania (bandiera)    | D     | Florian Hübner           |
| 20 | Brasile (bandiera)     | D     | Felipe                   |
| 22 | Germania (bandiera)    | C     | Timo Hübers              |
| 24 | Germania (bandiera)    | A     | Niclas Füllkrug          |
| 25 | Germania (bandiera)    | D     | Oliver Sorg              |
| 26 | Turchia (bandiera)     | A     | Kenan Karaman            |
| 28 | Germania (bandiera)    | C     | Mike-Steven Bähre        |
| 30 | Austria (bandiera)     | P     | Samuel Şahin-Radlinger   |
| 31 | Germania (bandiera)    | D     | Waldemar Anton           |
| 33 | Germania (bandiera)    | D     | Fynn Arkenberg           |
| 35 | Paesi Bassi (bandiera) | A     | Charlison Benschop       |
| 37 | Germania (bandiera)    | D     | Noah Joel Sarenren Bazee |
| 38 | Kosovo (bandiera)      | A     | Valmir Sulejmani         |
| 40 | Germania (bandiera)    | P     | Timo Königsmann          |

## Organigramma societario
Area tecnica
- Allenatore: André Breitenreiter
- Allenatore in seconda: Volkan Bulut
- Preparatore dei portieri: Jörg Sievers
- Preparatori atletici: Edward Kowalczuk, Timo Rosenberg

## Risultati

### 2. Bundesliga

#### Girone di andata
| Arbitro: | Stark |

|  |           |                                      |
|  | Marcatori | 16’ Maier 48’ Anton 63’, 84’ Sobiech |

| Arbitro: | Drees |

|                                 |           |             |
| Fossum 23’ Maier 74’ Harnik 85’ | Marcatori | 90’ Berisha |

| Arbitro: | Schmidt |

|           |           |          |
| Wurtz 72’ | Marcatori | 74’ Sané |

| Arbitro: | Storks |

|  |           |                          |
|  | Marcatori | 18’ Stefaniak 57’ Ballas |

| Arbitro: | Petersen |

|                                   |           |                                             |
| Klos 26’ (rig.), 31’ Behrendt 79’ | Marcatori | 45’ (aut.), 90’ (aut.) Schuppan 69’ Karaman |

| Arbitro: | Dietz |

|          |           |  |
| Klaus 7’ | Marcatori |  |

| Arbitro: | Gerach |

|  |           |                        |
|  | Marcatori | 67’ Karaman 87’ Harnik |

| Arbitro: | Brych |

|                       |           |  |
| Karaman 75’ Klaus 90’ | Marcatori |  |

| Arbitro: | Hartmann |

|                        |           |           |
| Quaner 75’ Hosiner 79’ | Marcatori | 90’ Klaus |

| Arbitro: | Jöllenbeck |

|                           |           |  |
| Matavž 4’ Burgstaller 21’ | Marcatori |  |

| Arbitro: | Thomsen |

|                                  |           |             |
| Harnik 59’ (rig.), 90’ Klaus 67’ | Marcatori | 24’ Soriano |

| Arbitro: | Zwayer |

|                           |           |                        |
| Reichel 17’ Hernández 36’ | Marcatori | 38’ Harnik 66’ Karaman |

| Arbitro: | Günsch |

|                         |           |  |
| Harnik 23’ Füllkrug 77’ | Marcatori |  |

| Arbitro: | Kempter |

|                       |           |                        |
| Bebou 52’ Bormuth 67’ | Marcatori | 17’ Karaman 61’ Felipe |

| Arbitro: | Siewer |

|                                   |           |                              |
| Harnik 45’ Füllkrug 68’ Bazee 70’ | Marcatori | 42’ Verhoek 60’ (aut.) Anton |

| Arbitro: | Brych |

|             |           |                      |
| Terodde 12’ | Marcatori | 26’ Harnik 87’ Klaus |

| Hannover 18 dicembre 2016, ore 13:30 CET 17ª giornata | Hannover 96 | 0 – 0 referto | Sandhausen | HDI-Arena (30 296 spett.)\| Arbitro: \| Dingert \| |
| Arbitro:                                              | Dingert     |               |            |                                                    |

#### Girone di ritorno
| Arbitro: | Cortus |

|          |           |  |
| Bech 49’ | Marcatori |  |

| Arbitro: | Kempter |

|                                        |           |          |
| Dursun 16’, 64’ Franke 21’ Berisha 67’ | Marcatori | 87’ Prib |

| Arbitro: | Stieler |

|                        |           |           |
| Harnik 45’, 63’ (rig.) | Marcatori | 16’ Wurtz |

| Arbitro: | Badstübner |

|              |           |                        |
| Kutschke 78’ | Marcatori | 64’ Harnik 80’ Karaman |

| Arbitro: | Brych |

|                            |           |                             |
| Harnik 37’ (rig.) Sané 57’ | Marcatori | 28’ Hemlein 45’ (rig.) Klos |

| Arbitro: | Alt |

|                                   |           |  |
| Mugoša 10’ Diamantakos 71’ (rig.) | Marcatori |  |

| Arbitro: | Schlager |

|            |           |  |
| Harnik 55’ | Marcatori |  |

| Amburgo 18 marzo 2017, ore 13:00 CET 25ª giornata | St. Pauli | 0 – 0 referto | Hannover 96 | Millerntor-Stadion (29 546 spett.)\| Arbitro: \| Zwayer \| |
| Arbitro:                                          | Zwayer    |               |             |                                                            |

| Arbitro: | Hartmann |

|                                  |           |  |
| Füllkrug 54’ Kreilach 67’ (aut.) | Marcatori |  |

| Arbitro: | Rohde |

|            |           |  |
| Harnik 47’ | Marcatori |  |

| Würzburg 7 aprile 2017, ore 18:30 CEST 28ª giornata | Kickers Würzburg | 0 – 0 referto | Hannover 96 | flyeralarm Arena (12 450 spett.)\| Arbitro: \| Sather \| |
| Arbitro:                                            | Sather           |               |             |                                                          |

| Arbitro: | Stegemann |

|              |           |  |
| Füllkrug 32’ | Marcatori |  |

| Arbitro: | Cortus |

|                       |           |                     |
| Köpke 35’ Nazarov 90’ | Marcatori | 3’ Anton 59’ Harnik |

| Arbitro: | Aytekin |

|             |           |  |
| Füllkrug 8’ | Marcatori |  |

| Arbitro: | Dingert |

|  |           |                 |
|  | Marcatori | 16’, 25’ Harnik |

| Arbitro: | Stark |

|           |           |  |
| Klaus 40’ | Marcatori |  |

| Arbitro: | Cortus |

|           |           |            |
| Pledl 57’ | Marcatori | 60’ Hübner |

### Coppa di Germania
| Arbitro: | Siewer |

|                |           |                                      |
| Firat 29’, 49’ | Marcatori | 3’ Harnik 22’ Klaus 120’ (rig.) Sané |

| Arbitro: | Cortus |

|                                                    |           |              |
| Sobiech 5’ Klaus 7’, 34’ Harnik 15’, 16’ Maier 53’ | Marcatori | 20’ Akpoguma |

| Arbitro: | Kampka |

|            |           |                           |
| Harnik 57’ | Marcatori | 62’ Tawatha 66’ Seferović |

## Statistiche

### Statistiche di squadra
| Competizione      | Punti | In casa | In casa | In casa | In casa | In casa | In casa | In trasferta | In trasferta | In trasferta | In trasferta | In trasferta | In trasferta | Totale | Totale | Totale | Totale | Totale | Totale | DR  |
| Competizione      | Punti | G       | V       | N       | P       | Gf      | Gs      | G            | V            | N            | P            | Gf           | Gs           | G      | V      | N      | P      | Gf     | Gs     | DR  |
| ----------------- | ----- | ------- | ------- | ------- | ------- | ------- | ------- | ------------ | ------------ | ------------ | ------------ | ------------ | ------------ | ------ | ------ | ------ | ------ | ------ | ------ | --- |
| 2. Bundesliga     | 67    | 17      | 14      | 2       | 1       | 26      | 9       | 17           | 5            | 8            | 4            | 25           | 23           | 34     | 19     | 10     | 5      | 51     | 32     | +19 |
| Coppa di Germania | -     | 2       | 1       | 0       | 1       | 7       | 3       | 1            | 1            | 0            | 0            | 3            | 2            | 3      | 2      | 0      | 1      | 10     | 5      | +5  |
| Totale            | -     | 19      | 15      | 2       | 2       | 33      | 12      | 18           | 6            | 8            | 4            | 28           | 25           | 37     | 21     | 10     | 6      | 61     | 37     | +24 |

### Andamento in campionato
| Giornata  | 1 | 2 | 3 | 4 | 5 | 6 | 7 | 8 | 9 | 10 | 11 | 12 | 13 | 14 | 15 | 16 | 17 | 18 | 19 | 20 | 21 | 22 | 23 | 24 | 25 | 26 | 27 | 28 | 29 | 30 | 31 | 32 | 33 | 34 |
| --------- | - | - | - | - | - | - | - | - | - | -- | -- | -- | -- | -- | -- | -- | -- | -- | -- | -- | -- | -- | -- | -- | -- | -- | -- | -- | -- | -- | -- | -- | -- | -- |
| Luogo     | T | C | T | C | T | C | T | C | T | T  | C  | T  | C  | T  | C  | T  | C  | C  | T  | C  | T  | C  | T  | C  | T  | C  | C  | T  | C  | T  | C  | T  | C  | T  |
| Risultato | V | V | N | P | N | V | V | V | P | P  | V  | N  | V  | N  | V  | V  | N  | V  | P  | V  | V  | N  | P  | V  | N  | V  | V  | N  | V  | N  | V  | V  | V  | N  |
| Posizione | 1 | 1 | 2 | 3 | 6 | 4 | 3 | 2 | 3 | 5  | 3  | 4  | 3  | 3  | 3  | 3  | 2  | 1  | 2  | 2  | 2  | 2  | 3  | 3  | 4  | 4  | 1  | 3  | 2  | 3  | 3  | 3  | 2  | 2  |

Legenda:

Luogo: C = Casa; T = Trasferta. Risultato: V = Vittoria; N = Pareggio; P = Sconfitta.

### Statistiche dei giocatori
| Giocatore          | 2. Bundesliga | 2. Bundesliga | 2. Bundesliga | 2. Bundesliga | Coppa di Germania | Coppa di Germania | Coppa di Germania | Coppa di Germania | Totale   | Totale | Totale      | Totale     |
| Giocatore          | Presenze      | Reti          | Ammonizioni   | Espulsioni    | Presenze          | Reti              | Ammonizioni       | Espulsioni        | Presenze | Reti   | Ammonizioni | Espulsioni |
| ------------------ | ------------- | ------------- | ------------- | ------------- | ----------------- | ----------------- | ----------------- | ----------------- | -------- | ------ | ----------- | ---------- |
| T. Königsmann      | -             | -             | -             | -             | -                 | -                 | -                 | -                 | -        | -      | -           | -          |
| M. Marić           | -             | -             | -             | -             | -                 | -                 | -                 | -                 | -        | -      | -           | -          |
| S. Şahin-Radlinger | 2             | 0             | 1             | 0             | 3                 | 0                 | 0                 | 0                 | 5        | 0      | 1           | 0          |
| P. Tschauner       | 32            | 0             | 1             | 0             | -                 | -                 | -                 | -                 | 32       | 0      | 1           | 0          |
| M. Albornoz        | 27            | 0             | 4             | 0             | -                 | -                 | -                 | -                 | 27       | 0      | 4           | 0          |
| W. Anton           | 31            | 2             | 6             | 0             | 2                 | 0                 | 0                 | 1                 | 33       | 2      | 6           | 1          |
| F. Arkenberg       | 1             | 0             | 0             | 0             | 2                 | 0                 | 0                 | 0                 | 3        | 0      | 0           | 0          |
| Felipe             | 6             | 1             | 3             | 1             | 1                 | 0                 | 0                 | 0                 | 7        | 1      | 3           | 1          |
| F. Hübner          | 15            | 1             | 4             | 0             | -                 | -                 | -                 | -                 | 15       | 1      | 4           | 0          |
| L. Ritzka          | -             | -             | -             | -             | -                 | -                 | -                 | -                 | -        | -      | -           | -          |
| S. Sané            | 28            | 2             | 8             | 2             | 3                 | 1                 | 0                 | 0                 | 31       | 3      | 8           | 2          |
| O. Sorg            | 26            | 0             | 2             | 0             | 2                 | 0                 | 1                 | 0                 | 28       | 0      | 3           | 0          |
| S. Strandberg      | 12            | 0             | 4             | 0             | 1                 | 0                 | 0                 | 0                 | 13       | 0      | 4           | 0          |
| M. Bähre           | 2             | 0             | 0             | 0             | -                 | -                 | -                 | -                 | 2        | 0      | 0           | 0          |
| M. Bakalorz        | 30            | 0             | 4             | 0             | 2                 | 0                 | 1                 | 0                 | 32       | 0      | 5           | 0          |
| T. Dierßen         | -             | -             | -             | -             | -                 | -                 | -                 | -                 | -        | -      | -           | -          |
| I. Fossum          | 25            | 1             | 1             | 0             | 2                 | 0                 | 0                 | 0                 | 27       | 1      | 1           | 0          |
| F. Klaus           | 30            | 6             | 8             | 0             | 3                 | 3                 | 0                 | 0                 | 33       | 9      | 8           | 0          |
| S. Maier           | 17            | 2             | 5             | 0             | 3                 | 1                 | 0                 | 0                 | 20       | 3      | 5           | 0          |
| E. Prib            | 27            | 1             | 10            | 0             | 3                 | 0                 | 1                 | 0                 | 30       | 1      | 11          | 0          |
| N. Bazee           | 13            | 1             | 2             | 0             | 1                 | 0                 | 0                 | 0                 | 14       | 1      | 2           | 0          |
| M. Schmiedebach    | 26            | 0             | 9             | 0             | 2                 | 0                 | 0                 | 0                 | 28       | 0      | 9           | 0          |
| U. Bech            | 7             | 1             | 0             | 0             | -                 | -                 | -                 | -                 | 7        | 1      | 0           | 0          |
| C. Benschop        | 2             | 0             | 0             | 0             | -                 | -                 | -                 | -                 | 2        | 0      | 0           | 0          |
| N. Füllkrug        | 27            | 5             | 1             | 0             | 2                 | 0                 | 1                 | 0                 | 29       | 5      | 2           | 0          |
| M. Harnik          | 30            | 17            | 5             | 0             | 3                 | 4                 | 0                 | 0                 | 33       | 21     | 5           | 0          |
| E. Huth            | 1             | 0             | 0             | 0             | -                 | -                 | -                 | -                 | 1        | 0      | 0           | 0          |
| K. Karaman         | 31            | 6             | 3             | 0             | 3                 | 0                 | 0                 | 0                 | 34       | 6      | 3           | 0          |
| A. Sobiech         | 23            | 2             | 1             | 0             | 2                 | 1                 | 0                 | 0                 | 25       | 3      | 1           | 0          |
| V. Sulejmani       | 1             | 0             | 0             | 0             | -                 | -                 | -                 | -                 | 1        | 0      | 0           | 0          |
| B. Gueye           | 2             | 0             | 0             | 0             | 2                 | 0                 | 0                 | 0                 | 4        | 0      | 0           | 0          |